# 小野裕二
小野裕二（日语：／ Ono Yūji，1992年12月22日—），日本足球運動員，司職前鋒，現效力日職球隊鳥棲砂岩。

## 俱樂部生涯
小野裕二身高1米69，是位进攻型球员，场上的位置是右边锋或中锋。在中学时期加入了横滨水手的少年梯队。2010年7月，作为青年队的球员被提拔到横滨水手的一线队。
比甲球队标准列治官方正式宣布签下日本20岁新星小野裕二，连同川岛永嗣和永井谦佑，成为首支同时拥有3名日本球员的欧洲球队。
目前在比甲标准列日效力的前锋小野裕二在上周日与RE维尔通的季前热身赛中受伤，经诊断后确认为左膝韧带断裂，将休战长达6个月时间。
2014年12月27日，比甲第21轮比赛中，标准列日主场2-0战胜洛克伦，前锋小野裕二首发出场并在第67分钟接传中冲顶破门，这是小野裕二加盟标准列日3个赛季来首次在比甲联赛取得进球。
比甲圣图尔登官方宣布日本中场小野裕二正式加盟，双方签约两年。
2017年1月，小野裕二回流离开比甲圣图尔登加盟鸟栖砂岩，是田中顺也和太田宏介，今冬第三位回流的球员。
2020年从鸟栖砂岩转会大阪飞脚，本赛季受伤病问题，仅仅出场了6场联赛。
2021年12月3日，大阪飞脚官方宣布，小野裕二赛季末合同到期将离开球队。

## 外部連結
- 小野裕二オフィシャルウェブサイト （页面存档备份，存于）
- 小野裕二オフィシャルブログ （页面存档备份，存于）
- 日本職業足球聯賽中的小野裕二 （日語）
- 小野裕二的X（前Twitter）